# Noorderpark (Utrecht)
Het Noorderpark is een 5900 hectare groot herinrichtingsgebied ten behoeve van recreatie en natuurontwikkeling in de gemeenten Stichtse Vecht, de Bilt en Utrecht.
Het bevindt zich ten noorden van de Utrechtse wijk Overvecht, tussen Maarssen, de Loosdrechtse Plassen, de bossen van Hollandsche Rading en de dorpen Maartensdijk en Groenekan.
In het gebied of daaraan aansluitend bevinden zich verder de forten Blauwkapel, de Gagel en Ruigenhoek, de Maarsseveense Plassen, de Vecht, het beschermd dorpsgezicht Westbroek, de Bethunepolder en enkele authentieke windmolens.
Het gebied bestaat voornamelijk uit veengrond. Binnen het Noorderpark bevinden zich onder andere de deelgebieden Gansenhoef, Gagelbos en Park Ruigenhoek.

## Gagelbos & Gagelpolder
Het Gagelbos en de Gagelpolder zijn natuurreservaten die deel uitmaken van het Noorderpark. Deze twee gebieden bevinden zich net ten Noorden van Utrecht, grenzend aan de wijk Overvecht. Dit maakt de gebieden goed bereikbaar voor stadbewoners. Het Gagelbos is goed toegankelijk met veel paden. De Gagelpolder daarentegen is moeilijk toegankelijk en kan alleen benaderd worden door een rondwandeling om het gebied heen. Beide gebieden vallen onder het beheer van Staatsbosbeheer.

### Geschiedenis
Het gebied dat zowel het Gagelbos als de Gagelpolder omvat bestond vroeger uit een uitgestrekt veengebied. Voor zover bekend vonden hier de eerste ontginningen plaats in de 12e eeuw. Door de wijze van ontginning ontstonden smalle langgerekte kavels die nu nog steeds terug te vinden zijn op sommige plekken. Pas in de 15e eeuw heeft in dit gebied  de eerste veenwinning plaatsgevonden. Tijdens de 17de eeuw was dit gebied onderdeel van de waterlinie; er bevinden zich nog steeds bunkers. Niet alle bunkers stammen uit de 17de eeuw, een aantal zal tijdens de Eerste of Tweede Wereldoorlog zijn gebouwd. 

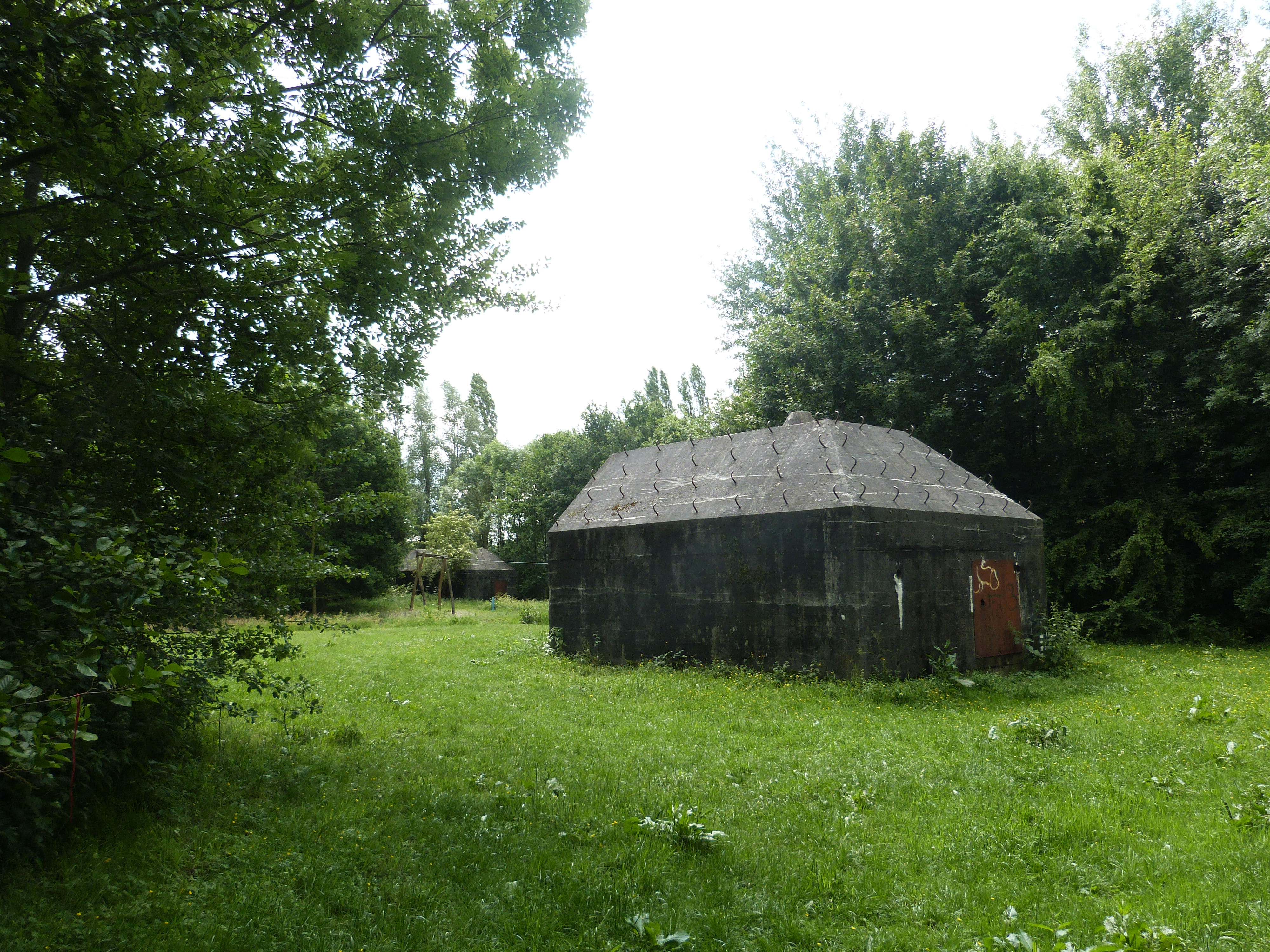

De huidige bebossing is nog relatief jong. Wanneer men door het gebied wandelt is dit te merken aan de weinig hoge/oude bomen (met uitzondering van de populieren). Pas aan het eind van de 19de of in het begin van de 20ste eeuw is op topografische tekeningen te zien dat er bosschages in het gebied ontstaan. Het grootste deel is echter pas halverwege de 20ste eeuw ontstaan. Sinds 1989 is het gebied in handen van Staatsbosbeheer en is er een meer actief beheer.

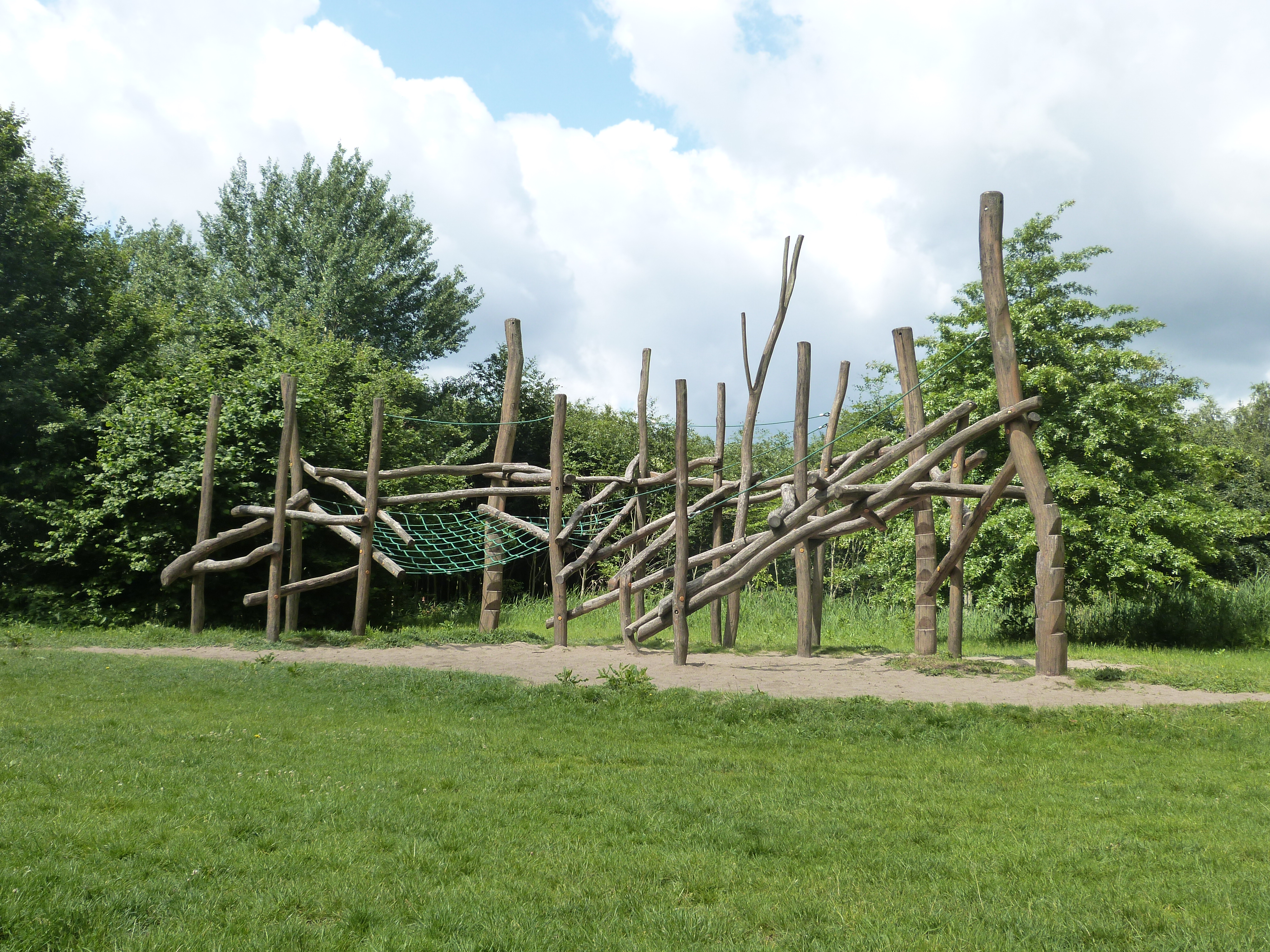

### Ecologie
Het Gagelbos en de Gagelpolder zijn, hoewel  het twee naast elkaar liggende gebieden zijn, verschillend qua ecologie. Dit komt met name door de twee verschillende functies die de gebieden hebben. Het Gagelbos is vooral bedoeld voor recreatief gebruik en met de Gagelpolder wordt geprobeerd een zo natuurlijk mogelijk gevarieerd gebied te beheren.
De Gagelpolder is een gevarieerd gebied waar verschillende soorten natuur voorkomen. Zo vindt men er bijvoorbeeld broekbossen, rietlanden, schraallanden en moerasbossen. De zwarte els, zachte berk, populieren en zomereik zijn veel voorkomende bomen in het gebied en bezetten veel van de ongeveer 8-10 meter hoge boomlaag. Naast bosrijk gebied kent de Gagelpolder ook stukken met lage vegetatie. Dit wordt onder andere begraasd door vee van plaatselijke boeren, waardoor een mozaïekachtig patroon is ontstaan met afwisselend hoge en lage vegetatie.

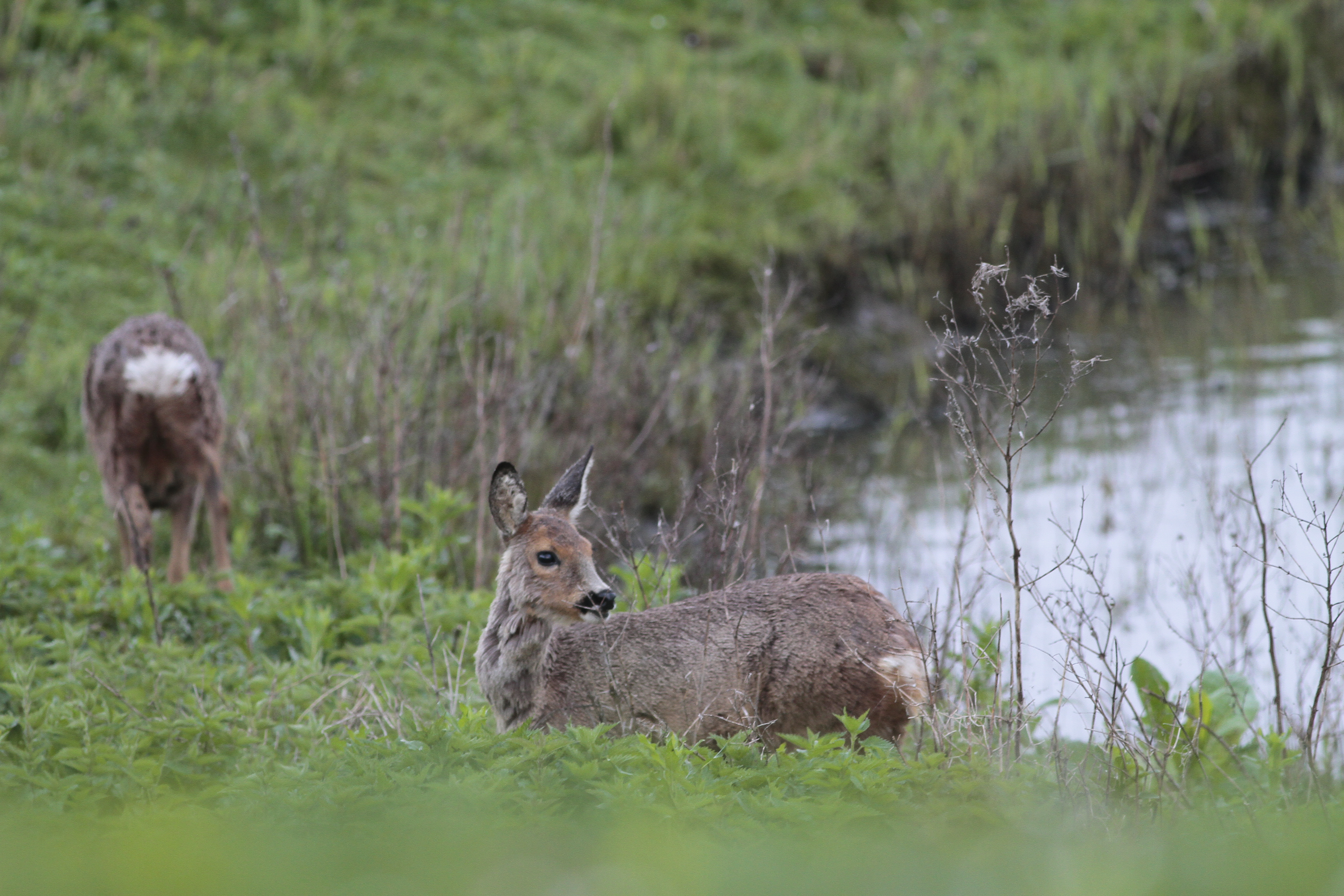

In de Gagelpolder komen ondanks de nabijgelegen woonwijk Overvecht ook enkele soorten groot wild voor zoals reeën en dassen, alsmede ringslangen. Daarnaast zijn er veel vogelsoorten in het gebied te vinden waaronder de koekoek en vroeger ook de wielewaal.